# Frode Sørensen
Frode Sørensen (n. 8 februarie 1912, Copenhaga, Danemarca – d. 1 august 1980, Stockholm, Suedia) a fost un ciclist danez, medaliat olimpic. A participat la 2 ediții ale Jocurilor Olimpice (1932, 1936) în care a câștigat o medalie de argint.